# Edmundo Zura
Edmundo Salomón Zura de Jesús (Pimampiro, Ecuador, 12 de enero de 1983) es un exfutbolista ecuatoriano. Actualmente se encuentra retirado del fútbol,jugaba de delantero y alternaba el puesto de mediocentro, su último equipo fue el Chivos F.C de la Segunda Categoría de Ecuador.

## Trayectoria

### Inicios
Edmundo Zura comenzó su carrera deportiva a la edad de 10 años siendo parte de los equipos intercolegiales de su ciudad natal Pimampiro, en un inicio debido a su gran estatura asumió el rol de defensa, sin embargo su buen talento en la posición del 9 llevó a que se consolidará rápidamente en el puesto de delantero, llamando la atención del cuerpo técnico de Liga de Quito, equipo que ficharía en 2000 dando inicio a su carrera deportiva.

### Liga de Quito
Se unió al cuadro Universitario jugando con el equipo sub-15 y sub-17 de Liga de Quito, debido a una buena temporada en las juveniles se tenía en mente subirlo al primer equipo, sin embargo debido a la crisis financiera que atravesaba el país por el feriado bancario, provocó que el equipo Universitario sufriera un grave déficit financiero lo que se vio plasmado en una mal campaña deportiva en el campeonato 2000 que lo llevó a descender a la serie B 2001, esto incentivó a que la directiva comandada por el ingeniero Rodrigo Paz Delgado rescindieron del servicio de varios jugadores como juveniles durante el último mes del 2000, a pesar de esto su buen desempeño en las inferiores sub-15 del cuadro albo, varios equipos estuvieron interesados por sus servicios entre ellos el Olmedo, Espoli, Macará, Liga de Portoviejo, Deportivo Quito y El Nacional, pero sería el Imbabura que disputaba el Ascenso Nacional el equipo que compró sus derechos deportivos.

### Imbabura S.C
Se uniría El Equipo Gardenio el 4 de septiembre de 2001, equipo que mantuvo sus servicios hasta el 18 de diciembre de 2001 donde jugó en las divisiones inferiores y tuvo una participación de suplente en la campaña del campeonato de ascenso, donde el cuadro ibarreño no conseguiría el ascenso tras no alcanzar los puntos frente el Manta FC que ganaría el campeonato.

### Club Deportivo El Nacional
Tras el fracaso en el ascenso de 2001, el Imbabura lo cedió al Nacional para la Temporada 2002 esperando ganar minutos y consolidarse en el cuadro criollo, sin embargo no pudo disputar ningún encuentro siendo usado en la suplencia por la dirección técnica y jugando en las juveniles, finalmente el 28 de mayo del 2002 el cuadro criollo cesó de sus servicios regresando al Imbabura.

### Imbabura S.C
Regresó al Equipo Gardenio durante el mes de junio de 2002 hasta el 6 de mayo de 2004, aquí participaron en las campañas de ascenso del 2002 y del 2003, donde nuevamente el cuadro ibarreño no conseguiría el ascenso el cual sería ganado por el Deportivo Quevedo en 2001 y la Liga de Loja en 2003, siendo esta última campaña donde el equipo conseguiría su mejor resultado al ocupar el tercer lugar, a pesar de ello su desempeño futbolístico fue del interés de equipos de la serie A siendo el Macará el que ficharía por un semestre con una opción de compra durante el 2004.

### Macará
Fue cedido a Macará para la segunda etapa del campeonato 2004, sería esta su primera experiencia en la serie A, sin embargo cuadro ambateño tuvo una mala campaña que lo llevó a descender para la temporada 2005, aquí disputarían un total de 7 partidos donde no marcó gol, con ello regresaría al Imbabura para la temporada 2005 del ascenso nacional.

### Imbabura S.C
Tras regresar al Imbabura donde tras una reforma por parte de la Federación Ecuatoriana de torneos de Apertura y Clausura para los campeonatos de la serie A como de la serie B, el Equipo Gardenio conseguiría ascender a la Serie B tras una buena campaña en 2005, para el 2006 el cuadro ibarreño se consolidó como el mejor equipo de la B al coronarse campeón de aquella temporada, siendo además el máximo goleador de la serie b con 18 goles y formando parte de 11 ideal del año.
dado al gran rendimiento que el Equipo Gardenio tuvo en 2006 se esperaba que fuera el equipo revelación del campeonato 2007, no obstante el cuadro Ibarreño tendría una mala campaña provocando que al finalizar el campeonato terminará en el último lugar de la tabla, lo que le condenó a descender a la Serie b en el 2008, no obstante Zura tendría un buen año deportivo al ser uno de los mejores jugadores del equipo y en algunos partidos portó la cinta de capitán, se ubicaría en la tabla de los goleadores al marcar un total de 12 goles, a su vez junto al fichaje del extremo chileno Daniel Néculman quien marcó 16 goles, los dos formarían parte de las mejores duplas delanteras del campeonato 2007.
Si bien había ganado un buen renombre por su actuación en el 2006 y 2007, recibiendo críticas muy positivas de varios periodistas deportivos, su nombre se hizo más famoso con los Juegos Panamericanos de 2007,al coronarse campeón con la medalla de oro,siendo además junto al seleccionado Jefferson Montero uno de los goleadores del torneo olímpico con 3 goles, estas actuaciones llevó a que fuera el interés de varios equipos entre ellos su ex equipo de formación Liga de Quito y el Deportivo Quito, en el mes de noviembre todo apuntaba a que fuera presentado como fichaje estrella de los albos y apetición del estratega Edgardo Bauza, sin embargo a finales de noviembre su fichaje albo se cayó, cuando el equipo que obtuvo su pase fue Barcelona de Guayaquil quien se esperaba que tuviera un contrato por 3 años, de este modo Zura se unió cuadro canario siendo presentando en la plantilla inicial durante el diciembre de 2007.

### Barcelona S.C
Se unió al conjunto torero en diciembre de 2007, sería presentado en la conocida campaña de la Renovación 2008 junto a otros delanteros como Rolando Zárate, Marcos Mondaini, Christian Lara, Pablo Palacios y su compañero Daniel Néculman que también se unió al cuadro Torero bajo la dirección del entrenador Ever Hugo Almeida, se esperaba que tuviera un gran rendimiento tras su paso en el Imbabura y los Juegos Panamericanos 2007, pero su contrato no fue renovado los 3 años que se tenían en mente, cuando sorpresivamente después del anuncio de la salida del club de Ever Hugo Almeida, se rescindió sus servicio el 30 de junio de 2008 en su estadía en el equipo amarillo tuvo oportunidades muy limitadas, llegando a disputar únicamente un total de siete partidos de la primera etapa del campeonato 2008 en los cuales ingresaba en la variante y solo uno de ellos jugó un tiempo completo.
Aunque fue anunciado como uno de los fichajes estrella de la directiva, sería percibido como fichaje caído y dudoso cuando reprobó los exámenes médicos o presentaba molestias físicas durante las pruebas de entrenamientos, recibiendo críticas por parte de la hinchada por su nulo aporte hacia el equipo amarillo, su estadía como posterior salida en el equipo amarillo sería objeto de polémica, cuando diferentes periodistas deportivos informaron que la ruptura de Zura con el equipo, se debía a una relación tensa con la directiva de Eduardo Maruri, la negativa de Ever Hugo Almeida por usarlo en el rol titular tras su mala condición física y el rechazo del nuevo técnico Reinaldo Merlo de incluirlo en la plantilla titular, durante este paso marcó un gol en un amistoso de la pretemporada conocida como la Tarde Amarilla contra el Deportivo Quevedo.

### Newcastle Jets
Tras rescindir de sus servicios con el Barcelona el 31 de julio de 2008, regresaría a Imbabura donde recibió la noticia que el equipo australiano Newcastle Jets que se había proclamado como campeón australiano reinante en la A-League 2007 - 2008, le había propuesto un contrato de préstamo de un año siendo aceptada por Zura y el Imbabura, sin embargo tuvo complicaciones para llegar a Australia debido a que tuvo problemas para conseguir en el país una visa de viaje, por lo que tuvo que viajar a la ciudad de Santiago de Chile para obtener una visa de turista australiana, que luego se convirtió en una visa deportiva antes de poder hacer su debut en la A-League.
Se había previsto que su contrato con el equipo australiano fuera por un periodo de dos años, sin embargo, de manera inesperada el 3 de noviembre de 2008 Newcastle Jets y el delantero decidieron terminar su préstamo de mutuo acuerdo. Esta ruptura generó controversia en el entorno del jugador, quien, al regresar a su país, argumentó que la decisión se debió a diferencias culturales y lingüísticas. No obstante, el cuerpo médico del equipo australiano afirmó que el delantero no aprobó los exámenes médicos y presentaba un evidente deterioro en su condición física, en su paso por Australia jugó 9 partidos donde no marcaría un gol y fallaría un penal en la victoria de 1 a 0 frente al Melbourne Victory.

### Club Deportivo El Nacional
En su regreso al Ecuador en diciembre de 2008 al equipo dueño de su pase el Imbabura, sin embargo el 19 de enero de 2009 el Equipo Gardenio anunció que finalizaban su contrato con el delantero, en el mercado de pases fue de interés del Independiente del Valle, Aucas, Espoli, Deportivo Quito y el América de Quito, siendo finalmente el Nacional el equipo que compró su pase por un periodo de 4 años, donde marcó 15 goles en 59 partidos desde la primera etapa de la temporada 2009 hasta la primera etapa de la temporada 2011, donde era usado más como suplente, alternante y pocas veces en el rol titular, a su vez que sufriría de diferentes problemas físicos.

### San Jose Earthquakes
En la segunda mitad del semestre de 2011, el Nacional lo cedió a préstamo al San José Earthquakes de la Major League Soccer el 15 de agosto de 2011,sin embargo después de disputar un partido contra el LA Galaxy, el San José anunció que daban por terminado el préstamo el 31 de agosto de 2011, cuando el equipo manifestó que el delantero había reprobado los exámenes médicos y su condición física había deteriorado notablemente, regresando a El Nacional en septiembre de 2011.

### Club Deportivo El Nacional
En su regreso al Nacional y debido a la lesión sufrida en Estados Unidos no pudo disputar los partidos de la segunda etapa de la temporada 2011,sería la temporada 2012 El Nacional su última experiencia con el equipo criollo que finalizó su contrato el 22 de enero de 2013, en este paso disputó 30 partidos donde marcó 7 goles.

### Deportivo Quito
Al finalizar contrato con Zura el Deportivo Quito compró su pase para la temporada 2013,sin embargo el equipo quiteño rescindió su contrato el 9 de julio de 2013, después de que una lesión lo privó de jugar por toda temporada en la cual solo pudo jugar 4 partidos de la primera etapa como alternante.

### Mushuc Runa
Una vez que el Deportivo Quito rescindió de sus servicios el cuadro Mushuc Runa que disputaba la serie b en 2013,formaría parte de la generación ambateña que llevó al Ponchito a la serie A en el 2014 de la mano del técnico César Vigevani, para la temporada 2014 ahora con el estratega Julio Daniel Asad fue perdiendo espacio en el equipo, en su paso en el Ponchito disputarían un total de 45 partidos donde marcó 2 goles, el 18 de febrero de 2015 el Mushuc Runa rescindirá de sus servicios siendo transferido a Técnico Universitario, que jugaba en la Serie B ecuatoriana en 2015.

### Técnico Universitario
Para el año 2015 se unió al Técnico Universitario para el campeonato de la serie b, sin embargo después de una campaña irregular donde se despidió al entrenador Carlos Calderón durante la primera etapa del campeonato, el Técnico Universitario finalizó contrato con Zura antes de iniciar la segunda etapa.

### Deportivo Otavalo
Para el último semestre de 2015 su pase fue comprado por el Deportivo Otavalo de la segunda categoría, a pesar de una buena campaña donde sería uno de los goleadores del equipo, el cuadro de Ibarra no conseguiría el ascenso a la B de 2016, al quedar en el tercer lugar del Cuadrangular final frente al Clan Juvenil y el Colon F.C.

### SD Rayo
Para el año 2016 se unió al SD Rayo equipo de Cayambe que disputaba la segunda categoría de Pichincha, aunque tuvo buenas actuaciones siendo uno de los goleadores del equipo tuvo una mala campaña quedando en sexto lugar en la tabla general de Pichincha para disputar el campeonato de ascenso, cupos que ganó el Puerto Quito y el América de Quito.

### Leones del Norte
Al finalizar el año 2016, buscó renovar su contrato con el SD Rayo, pero el equipo decidió prescindir de sus servicios antes de iniciar el Ascenso 2017. A inicios de 2017, intentó llegar a un acuerdo para convertirse en el nuevo delantero del Aucas; sin embargo, las negociaciones con el equipo oriental no prosperaron. Esta decisión estuvo influida por su edad y por una solicitud del entrenador  Armando Osma , quien había pedido a la directiva incorporar jugadores jóvenes, como Stiven Plaza, Esto lo llevó a mantenerse en la inactividad deportiva durante todo el año 2017. No sería hasta 2018 cuando se unió al Club Leones del Norte para disputar el campeonato de ascenso, en este torneo a pesar de clasificar a la Segunda Categoría su equipo quedaría fuera del torneo al quedar último del grupo la Zona 4 donde se encontraba el Cumbaya F.C, Alianza Cotopaxi y Anaconda F.C, .

### Carchi 04
El Club Leones del Norte puso fin a su contrato el 1 de enero de 2019, con ello el 1 de abril de 2019 se unió al Carchi 04 para el campeonato de ascenso de 2019, sin embargo el equipo no conseguiría disputar el torneo de ascenso, como uno de los cupos de la Copa Ecuador, cuando en el torneo de carchi acabaría en el último puesto del único grupo que disputó entré el Dunamis y el Atlético Huaca, siendo este último quien fue campeón de dicho torneo, con la llegada del 2020 el 1 de enero de ese año el equipo anunció el fin de su contrato.

### La Cantera F.C
Se mantendría nuevamente en la inactividad deportiva en el 2020, cuando el 1 de enero de 2021 se unió a La Cantera F.C disputando nuevamente la segunda categoría de ibarra donde el equipo no conseguiría el cupo a los play-offs del torneo y tampoco uno de lo cupos para la Copa Ecuador 2022, al acabar en quinto lugar frente el Otavalo F.C, Imbabura S.C, Santa Fe Sporting Club y Leones del Norte, siendo de estos el Imbabura quien se lograría volver a la serie B.

### Chivos F.C
Para el 2022 se desvinculó de La Cantera para unirse al Chivos F.C. equipo que también disputaba la segunda categoría de ibarra, para el tornero de aquel año su equipo acabó en el penúltimo lugar imposibilitándolo obtener el cupo de los playoffs del ascenso, el cual fue ganado por Leones del Norte, San Antonio y Santa Fe Sporting Club, de los tres el San Antonio serie el único equipo que paso las fases previas alcanzando las semifinales donde sería eliminado por el Cuniburo, al finalizar el campeonato y antes de iniciar el 2023 anunció su retiro definitivo del fútbol siendo su paso por el Chivos F.C su última experiencia en el balompié.

## Selección nacional

### Categorías inferiores
Edmundo Zura participó en la selección ecuatoriana como parte de sparrings en la selecciones sub-15 y sub-17, sería llamado de última hora para conformar la selección sub-17 bajo la dirección del estratega Sixto Vizuete, en el Torneo de Fútbol de los Juegos Panamericanos 2007, debió a que dicho torneo amplió la lista de participantes de 8 selecciones a 12 selecciones, torneo donde por disposición de la Conmebol las selecciones sudamericanas debían estar conformadas por equipos sub-17 incorporando tres jugadores mayores de edad,en este torneo portó la cinta de capitán anotando tres goles, incluido el penal en la final disputada contra Jamaica,siendo esta victoria la que le dio al Ecuador su primer torneo internacional, al finalizar los juegos fue galardonado como el mejor jugador de los panamericanos.

#### Participaciones en Sudamericanos
| Campeonato                               | Sede   | Resultado | Partidos | Goles |
| ---------------------------------------- | ------ | --------- | -------- | ----- |
| Juegos Panamericanos Río de Janeiro 2007 | Brasil | Campeón   | 5        | 3     |

### Selección Absoluta
Obtuvo su primera convocatoria con la selección ecuatoriana el 10 de octubre de 2006 después de que el técnico Luis Fernando Suárez lo llamó para disputar un partido amistoso ante Brasil, para el año 2007 sería convocado para los partidos amistosos contra Estados Unidos, México, Bolivia, Honduras y un doble encuentro con Suecia, siendo el segundo encuentro con Suecia donde marcó su primer gol en la selección.
A pesar de conformar en la lista preliminar para la Copa América 2007 no sería parte de la lista final de convocados, tampoco fue convocado en las primeras fechas de las eliminatorias de Sudáfrica 2010, dada su inactividad en el cuadro amarillo en 2008 no sería parte de los partidos amistosos y de las eliminatorias en 2008, regresaría a la convocatoria de la selección al mando del técnico Sixto Vizuete en diciembre de 2008 en los encuentros amistosos contra Irán y Omán.
Nuevamente regreso a la selección ecuatoriana en el 2009 en un amistoso contra El Salvador, sería convocado a último minuto en la fecha de octubre de las eliminatorias contra Bolivia, debido a que el partido previo contra Colombia se desafectó de la convocatoria a Carlos Tenorio por lesión, Pablo Palacios por expulsión por tarjeta roja y Felipe Caicedo por molestias musculares, la última vez que formó parte de la selección sería en los partidos de finalización de las eliminatorias contra Uruguay y Chile donde ingresó a últimos de cada encuentro.

### Participaciones en eliminatorias
| Eliminatorias      | Sede            | Resultado    | Partidos | Goles |
| ------------------ | --------------- | ------------ | -------- | ----- |
| Eliminatorias 2010 | América del Sur | No clasificó | 2        | 0     |

### Partidos internacionales
Actualizado al último partido jugado el 15 de octubre de 2009
| \| N.° \| Fecha \| Ciudad \| Rival \| Resultado \| Resultado \| Competencia \| \| --- \| ------------------------ \| -------------- \| -------------- \| --------- \| --------- \| --------------------------------------- \| \| 1. \| 10 de octubre de 2006 \| Stockholm \| Brasil \| 1-2 \| Derrota \| Amistoso \| \| 2. \| 18 de enero de 2007 \| Cuenca \| Suecia \| 2-1 \| Victoria \| Amistoso \| \| 3. \| 21 de enero de 2007 \| Quito \| Suecia \| 1-1 \| Empate \| Amistoso \| \| 4. \| 25 de marzo de 2007 \| Tampa \| Estados Unidos \| 1-3 \| Derrota \| Amistoso \| \| 5. \| 27 de marzo de 2007 \| Oakland \| México \| 2-4 \| Derrota \| Amistoso \| \| 6. \| 23 de agosto de 2007 \| Quito \| Bolivia \| 1-0 \| Victoria \| Amistoso \| \| 7. \| 12 de septiembre de 2007 \| San Pedro Sula \| Honduras \| 1-2 \| Derrota \| Amistoso \| \| 8. \| 17 de diciembre de 2008 \| Mascate \| Irán \| 1-0 \| Victoria \| Amistoso \| \| 9. \| 19 de diciembre de 2008 \| Mascate \| Omán \| 0-2 \| Derrota \| Amistoso \| \| 10. \| 27 de mayo de 2009 \| Los Ángeles \| El Salvador \| 1-3 \| Derrota \| Amistoso \| \| 11. \| 11 de octubre de 2009 \| Quito \| Uruguay \| 1-2 \| Derrota \| Eliminatorias al Mundial Sudáfrica 2010 \| \| 12. \| 15 de octubre de 2009 \| Santiago \| Chile \| 1-2 \| Derrota \| Eliminatorias al Mundial Sudáfrica 2010 \| |                          |                |                |           |           |                                         |
| N.° | Fecha                    | Ciudad         | Rival          | Resultado | Resultado | Competencia                             |
| 1. | 10 de octubre de 2006    | Stockholm      | Brasil         | 1-2       | Derrota   | Amistoso                                |
| 2. | 18 de enero de 2007      | Cuenca         | Suecia         | 2-1       | Victoria  | Amistoso                                |
| 3. | 21 de enero de 2007      | Quito          | Suecia         | 1-1       | Empate    | Amistoso                                |
| 4. | 25 de marzo de 2007      | Tampa          | Estados Unidos | 1-3       | Derrota   | Amistoso                                |
| 5. | 27 de marzo de 2007      | Oakland        | México         | 2-4       | Derrota   | Amistoso                                |
| 6. | 23 de agosto de 2007     | Quito          | Bolivia        | 1-0       | Victoria  | Amistoso                                |
| 7. | 12 de septiembre de 2007 | San Pedro Sula | Honduras       | 1-2       | Derrota   | Amistoso                                |
| 8. | 17 de diciembre de 2008  | Mascate        | Irán           | 1-0       | Victoria  | Amistoso                                |
| 9. | 19 de diciembre de 2008  | Mascate        | Omán           | 0-2       | Derrota   | Amistoso                                |
| 10. | 27 de mayo de 2009       | Los Ángeles    | El Salvador    | 1-3       | Derrota   | Amistoso                                |
| 11. | 11 de octubre de 2009    | Quito          | Uruguay        | 1-2       | Derrota   | Eliminatorias al Mundial Sudáfrica 2010 |
| 12. | 15 de octubre de 2009    | Santiago       | Chile          | 1-2       | Derrota   | Eliminatorias al Mundial Sudáfrica 2010 |

### Goles internacionales
| \| N.° \| Fecha \| Ciudad \| Oponente \| Gol \| Resultado \| Competencia \| Modo \| \| --- \| ------------------- \| ------ \| -------- \| --- \| --------- \| ----------- \| ------ \| \| 1. \| 21 de enero de 2007 \| Quito \| Suecia \| 1–1 \| 1–1 \| Amistoso \| Cabeza \| |                     |        |          |     |           |             |        |
| N.° | Fecha               | Ciudad | Oponente | Gol | Resultado | Competencia | Modo   |
| 1. | 21 de enero de 2007 | Quito  | Suecia   | 1–1 | 1–1       | Amistoso    | Cabeza |

## Clubes
| Club                    | País           | Año       |
| ----------------------- | -------------- | --------- |
| Liga de Quito           | Ecuador        | 2000-2001 |
| Imbabura SC             | Ecuador        | 2001-2004 |
| Macará                  | Ecuador        | 2004      |
| Imbabura SC             | Ecuador        | 2005-2008 |
| Barcelona SC            | Ecuador        | 2008      |
| Newcastle United Jets   | Australia      | 2008      |
| El Nacional             | Ecuador        | 2009-2011 |
| San Jose Earthquakes    | Estados Unidos | 2011      |
| El Nacional             | Ecuador        | 2012      |
| Deportivo Quito         | Ecuador        | 2013      |
| Mushuc Runa             | Ecuador        | 2013-2014 |
| Técnico Universitario   | Ecuador        | 2015      |
| Deportivo Otavalo       | Ecuador        | 2015      |
| Sociedad Deportiva Rayo | Ecuador        | 2016      |
| Leones del Norte        | Ecuador        | 2018      |
| Carchi 04               | Ecuador        | 2019      |
| La Cantera              | Ecuador        | 2021-2022 |
| Chivos F.C              | Ecuador        | 2022      |

## Palmarés

### Campeonatos internacionales
| Juegos Panamericanos | Sede   | Resultado      |
| -------------------- | ------ | -------------- |
| Río de Janeiro 2007  | Brasil | Medalla de Oro |

### Campeonatos nacionales
| Título             | Club        | País    | Año     |
| ------------------ | ----------- | ------- | ------- |
| Serie B de Ecuador | Imbabura SC | Ecuador | 2006-E2 |

### Distinciones individuales
| Distinción                        | Año  |
| --------------------------------- | ---- |
| Goleador de la Serie B de Ecuador | 2006 |